# Helicopis horrackae
Helicopis horrackae är en fjärilsart som beskrevs av Le Moult 1940. Helicopis horrackae ingår i släktet Helicopis och familjen Riodinidae. Inga underarter finns listade i Catalogue of Life.